# 愛麗絲·彭納法勒

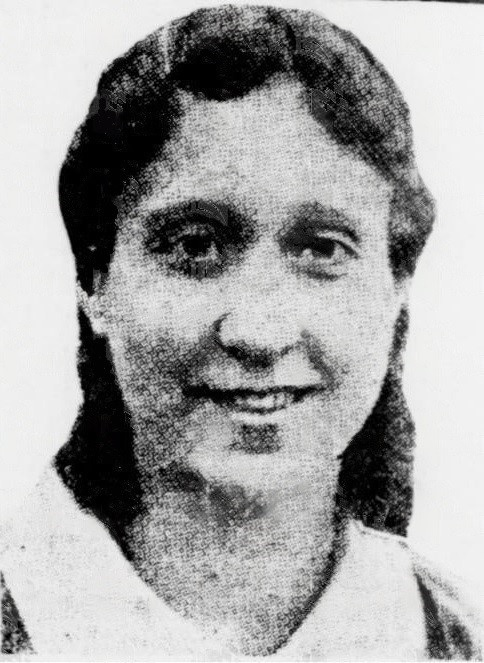
愛麗絲·彭納法勒，1935年

愛麗絲·耶迪絲·維爾赫爾米納·彭納法勒（英語：Alice Edith Wilhelmina Pennefather，1902年—1983年2月24日），娘家姓帕特森（Patterson），是新加坡已故女子羽球和網球冠軍。2016年，她入選由新加坡婦女組織理事會維護的新加坡婦女名人堂。

## 簡歷
愛麗絲·帕特森具有日本和蘇格蘭血統，與蘭斯洛特·莫里斯·彭納法勒（Lancelot Maurice Pennefather）於1919年結婚，當時她16歲。他們育有兩個兒子，阿什頓（Ashton）和珀西（Percy），後者在1956年夏季奧運會曲棍球比賽中擔任新加坡隊長。珀西的女兒安娜貝爾（Annabel）成為新加坡國家奧林匹克委員會的第一位女性委員，也是新加坡曲棍球聯合會的第一位女主席。2004年，當安娜貝爾被授予《世界》雜誌的“年度女性”時，她將祖母稱為“她的生活榜樣”和“堅強的運動型女人”。
愛麗絲和蘭斯洛特於1979年慶祝結婚60週年，當時她仍在Shaw's Rentals擔任部門主管。當被問到幸福的婚姻的秘密時，她說：“愛，寬容和諒解”，並建議任何新婚新娘“即使丈夫錯了或您生氣了，也要把丈夫送進去。您會發現生活更加愉快。”蘭斯洛特於1982年去世，愛麗絲於1983年去世。

## 運動生涯
愛麗絲·彭納法勒在1931、1932、1934和1937年贏得新加坡全國羽毛球錦標賽女子單打冠軍。在1931年，她還與莫德·劉易斯（Maude Lewis）一起贏得女子雙打冠軍，並在1947年和1951年獲得混雙冠軍。她還是1936、1937和1938年的新加坡女子網球冠軍，並且是第一個獲得該冠軍的非歐洲人。
她為女子運動俱樂部打曲棍球，並在1931年至1958年期間擔任該隊的隊長（1941至1945年日本佔領新加坡期間除外）。Jansenites曲棍球俱樂部創始於她在Jansen路的家中，並透過一本雜誌慶祝成立35週年。在雜誌上，她被描述為“在身體和性格上她是個高大的人，總是充滿愛”。她還是籃網球的“先驅球員”。
在女子運動俱樂部（GSC）成立50週年慶典上，她被評選為“ GSC傑出表現成員”。她通常被稱為“體育界的老太太”。